# NCSM Bellechasse (J170)
Le NCSM Bellechasse (pennant number J170) (ou en anglais HMCS Bellechasse) est un dragueur de mines de la Classe Bangor lancé pour la Marine royale canadienne (MRC) et qui a servi pendant la Seconde Guerre mondiale.

## Conception
Le Bellechasse est commandé dans le cadre du programme de la classe Bangor de 1939-40 le 23 février 1940 pour le chantier naval de Burrard Dry Dock Co. Ltd. de North Vancouver en Colombie-Britannique au Canada. La pose de la quille est effectuée le 16 avril 1941, le Bellechasse est lancé le 20 octobre 1941 et mis en service le 13 décembre 1941.
La classe Bangor doit initialement être un modèle réduit de dragueur de mines de la classe Halcyon au service de la Royal Navy,. La propulsion de ces navires est assurée par trois types de motorisation : moteur diesel, moteur à vapeur à pistons à double ou triple expansion et turbine à vapeur. Cependant, en raison de la difficulté à se procurer des moteurs diesel, la version diesel a été réalisée en petit nombre.
Les dragueurs de mines de classe Bangor version canadienne déplacent 683 tonnes en charge normale . Afin de pouvoir loger les chaufferies, ce navire possède des dimensions plus grandes que les premières versions à moteur diesel avec une longueur totale de 54,9 mètres, une largeur de 8,7 mètres et un tirant d'eau de 2,51 mètres. Ce navire est propulsé par deux moteurs alternatifs verticaux à triple détente alimentés par deux chaudières à tubes d'eau à trois tambours Admiralty et entraînant deux arbres d'hélices. Le moteur développe une puissance de 2 400 chevaux-vapeur (1 790 kW) et atteint une vitesse maximale de 16 nœuds (30 km/h). Le dragueur de mines peut transporter un maximum de 152 tonnes de fioul.
Leur manque de taille donne aux navires de cette classe de faibles capacités de manœuvre en mer, qui seraient même pires que celles des corvettes de la classe Flower. Les versions à moteur diesel sont considérées comme ayant de moins bonnes caractéristiques de maniabilité que les variantes à moteur alternatif à faible vitesse. Leur faible tirant d'eau les rend instables et leurs coques courtes ont tendance à enfourner la proue lorsqu'ils sont utilisés en mer de face.
Les navires de la classe Bangor sont également considérés comme exiguës pour les membres d'équipage, entassant 6 officiers et 77 matelots dans un navire initialement prévu pour un total de 40.

## Histoire

### Seconde Guerre mondiale
Le Bellechasse est mis en service dans la Marine royale du Canada le 13 décembre 1941 et passe la totalité de la Seconde Guerre mondiale sur la côte Ouest du Canada.
Affectés aux unités de patrouille Esquimalt Force opérant à partir d'Esquimalt, en Colombie-Britannique ou Prince Rupert Force opérant à partir de Prince Rupert (Colombie-Britannique), les dragueurs de mines de classe Bangor, après leur mise en service sur la côte Ouest, ont pour principale tâche d'effectuer la Western Patrol (patrouille de l'Ouest). Celle-ci consiste à patrouiller la côte Ouest de l'île de Vancouver, à inspecter les bras de mer et les détroits et à passer les îles Scott pour se rendre dans le canal Gordon à l'entrée du détroit de la Reine-Charlotte et de revenir,.

### Après-guerre
Après la fin de la guerre, le Bellechasse est désarmé le 23 octobre 1945 à Esquimalt . En 1946, le dragueur de mines est vendu à la Union Steamship Company pour être transformé en navire marchand,, mais la transformation n'a pas lieu et le navire est démoli pour la ferraille cette année-là,.

### Commandement
- Lieutenant (Lt.) Harold Heap Rankin (RCNR) du 13 décembre 1941 au 2 mai 1943
- Lieutenant (Lt.) Roland Joel Roberts (RCNR) du 3 mai 1943 au 16 décembre 1943
- Lieutenant (Lt.) Harold Heap Rankin (RCNR) du 17 décembre 1943 au 5 janvier 1944
- Lieutenant Commander (Lt.Cdr.) Walter Redford (RCNR) du 6 janvier 1944 au 22 mars 1945
- Lieutenant Commander (Lt.Cdr.) John Scudamore Cunningham (RCNVR) du 23 mars 1945 au 17 avril 1945
- Lieutenant (Lt.) John Montye MacRae (RCNVR) du 18 avril 1945 au 24 août 1945

Notes:
RCNR: Royal Canadian Naval Reserve
RCNVR: Royal Canadian Naval Volunteer Reserve 